# Podkępie
Podkępie – część miasta Czechowice-Dziedzice, położone w jego środkowo-zachodniej części, w rejonie ulic Podkępie i Ligockiej.
Podkępie stanowiło dawniej część wsi Ligota. 1 stycznia 1951 osiedle Podkępie (57,7275 ha) odłączono od Ligoty (należącej wówczas do gminy Zabrzeg), włączając je do Czechowic w gminie Czechowice-Dziedzice.